# レイクピアウスイ
レイクピア ウスイ（LAKEPIA USUI）は、千葉県佐倉市王子台にあるショッピングセンター。

## 概要
「臼井ショッピングセンター協同組合」が運営しているショッピングセンターで、1984年3月6日にジャスコ臼井店を核テナントに迎えて開業した。

## 沿革
- 1973年（昭和48年）
  - 1月19日 - 臼井駅南土地区画整理組合を立ち上げ[3]。
- 1975年（昭和50年）
  - 3月 - 佐倉市臼井駅前商店近代化研究会を設立。
- 1978年（昭和53年）
  - 10月1日 - 京成臼井駅が土地区画整理事業により現在の位置に移転[3][4][5]。
- 1979年（昭和54年）
  - 2月 - 臼井ショッピングセンター協同組合を設立[1]。
- 1980年（昭和55年）
  - 7月 - ショッピングセンター対策委員会を設置。
  - 7月 - 扇屋ジャスコをSC共同経営者に迎える。
- 1981年（昭和56年）
  - 2月 - 出店表明。
  - 3月 - ショッピングセンター用地取得。
- 1982年（昭和57年）
  - 4月 - 地元説明会開催。
- 1983年（昭和58年）
  - 1月29日 - 大店法3条届出。
  - 7月 - SC建築工事着工。
  - 12月 - 商調協結審（大店法5条結審）。
- 1984年（昭和59年）
  - 3月6日 - ジャスコ臼井店を核テナントに迎えて開業[1][2]。
- 2004年（平成16年）
  - 6月 - リニューアル（旬鮮館誕生）
- 2011年（平成23年）
  - 3月1日 - 「ジャスコ臼井店」から「イオン臼井店」に名称変更[6]。

## テナント
- 主なテナントはイオン、セリア、ロッテリア
- 出店テナント全店の一覧および詳細情報は、レイクピア ウスイ「店舗一覧」[7]やイオン臼井店「フロアガイド」[8]を参照。

## アクセス
- 詳細は公式サイト「アクセス」[9]を参照。
  - 京成本線 京成臼井駅より徒歩1分
  - 駐車場750台完備（3階・4階・屋上）